# Prefectura de Shiga

Mapa de municipis de la prefectura de Shiga

La prefectura de Shiga (en japonès: 滋賀県 Shiga-ken) és una divisió administrativa del Japó ubicada a l'illa de Honshū a la regió de Kansai. La capital és la ciutat d'Otsu.

## Geografia
La prefectura ocupa una superfície de 4.107 km² i té una població d'1.337.000 habitants (2000). Un dels trets característics d'aquesta prefectura és el seu gran llac Biwa, que és una mena de mar interior per a la prefectura.

### Municipis
| |          |          |          |
| \| Municipi \| Població \| Extensió \| Densitat \| \| ------------- \| -------- \| -------- \| -------- \| \| Akabira \| 10.686 \| 129,88 \| 82 \| \| Ashibetsu \| 14.260 \| 865,02 \| 16 \| \| Bibai \| 24.768 \| 277,61 \| 89,2 \| \| Chippubetsu \| 2.463 \| 47,26 \| 52 \| \| Fukagawa \| 21.618 \| 529,12 \| 41 \| \| Hokuryū \| 1.965 \| 158,82 \| 12 \| \| Iwamizawa \| 84.127 \| 481,10 \| 170 \| \| Kamisunagawa \| 3.278 \| 39,91 \| 82 \| \| Kuriyama \| 12.365 \| 203,84 \| 61 \| \| Mikasa \| 9.056 \| 302,64 \| 30 \| \| Moseushi \| 3.134 \| 48,55 \| 65 \| \| Naganuma \| 11.262 \| 168,36 \| 67 \| \| Naie \| 5.664 \| 88,05 \| 64 \| \| Nanporo \| 7.816 \| 81,49 \| 96 \| \| Numata \| 3.207 \| 283,21 \| 11 \| \| Shintotsukawa \| 6.787 \| 495,62 \| 14 \| \| Sunagawa \| 17.589 \| 78,69 \| 220 \| \| Takikawa \| 41.306 \| 115,90 \| 360 \| \| Tsukigata \| 3.429 \| 151,05 \| 23 \| \| Total \| 365.563 \| 6.558,26 \| 56 \| |          |          |          |
| Municipi | Població | Extensió | Densitat |
| Akabira | 10.686   | 129,88   | 82       |
| Ashibetsu | 14.260   | 865,02   | 16       |
| Bibai | 24.768   | 277,61   | 89,2     |
| Chippubetsu | 2.463    | 47,26    | 52       |
| Fukagawa | 21.618   | 529,12   | 41       |
| Hokuryū | 1.965    | 158,82   | 12       |
| Iwamizawa | 84.127   | 481,10   | 170      |
| Kamisunagawa | 3.278    | 39,91    | 82       |
| Kuriyama | 12.365   | 203,84   | 61       |
| Mikasa | 9.056    | 302,64   | 30       |
| Moseushi | 3.134    | 48,55    | 65       |
| Naganuma | 11.262   | 168,36   | 67       |
| Naie | 5.664    | 88,05    | 64       |
| Nanporo | 7.816    | 81,49    | 96       |
| Numata | 3.207    | 283,21   | 11       |
| Shintotsukawa | 6.787    | 495,62   | 14       |
| Sunagawa | 17.589   | 78,69    | 220      |
| Takikawa | 41.306   | 115,90   | 360      |
| Tsukigata | 3.429    | 151,05   | 23       |
| Total | 365.563  | 6.558,26 | 56       |

## Història
Shiga va ser coneguda en l'antiguitat com a Província d'Ōmi o Gōshū abans de l'implantació del sistema de prefectures del Japó. Durant els anys 667 al 672, l'Emperador Tenji va fer un palau a Otsu. El 742, l'Emperador Shōmu va manar fer un palau en Shigaraki.
En l'edat mitjana, el clan Sasaki governà Ōmi, després també el van governar el clan Rokkaku, el clan Kyōgoku i el clan Azai. En la dècada de 1570, Oda Nobunaga subjugà el domini d'Ōmi i va construir el castell Azuchi en les costes orientals del llac Biwa l'any 1579. Algunes figures locals de rellevància durant el període Sengoku van ser Tōdō Takatora, Oichi, Gamō Ujisato, Yodo-dono i Ohatsu entre d'altres. En aquella època també, la ciutat de Kōka va ser un punt important d'entrenament dels Ninja.
L'any 1600, Ishida Mitsunari, nascut a l'est de Nagahama i radicat al castell Sawayama, començà una guerra contra el Shogun Tokugawa Ieyasu en Sekigahara. Després de la batalla i derrota d'Ishida, Tokugawa Ieyasu nomenà a Ii Naomasa nou senyor de Sawayama. Naomasa fundà el Domini d'Hikone, que després guanyaria fama per Ii Naosuke. Aquest va esdevindre Tairō del shogunat i va decidir iniciar alguns tractats comercials amb potències occidentals finalitzant al segle xix l'aïllament del món del Japó. Amb l'abolició del sistema han es van crear fins a huit prefectures a l'antic territòri d'Omi. Aquestes prefectures serien unificades en la de Shiga el setembre de 1872. El nom que va rebre la prefectura provenia de l'antic districte de Shiga al qual la ciutat d'Otsu va pertànyer fins a l'any 1898. Des d'agost de 1876 fins a febrer de 1881 el sud de la prefectura de Fukui va ser integrada dins de Shiga. L'any 1878 es va crear l'Assemblea Prefectural de Shiga com a part del nou sistema de prefectures.
L'any 2015, el Governador de Shiga, Taizō Mikazuki va fer una enquesta preguntant als ciutadans de Shiga si consideraven necessari canviar el nom de la prefectura, en part per augmentar el seu perfil com a destinació per al turisme nacional.

## Política

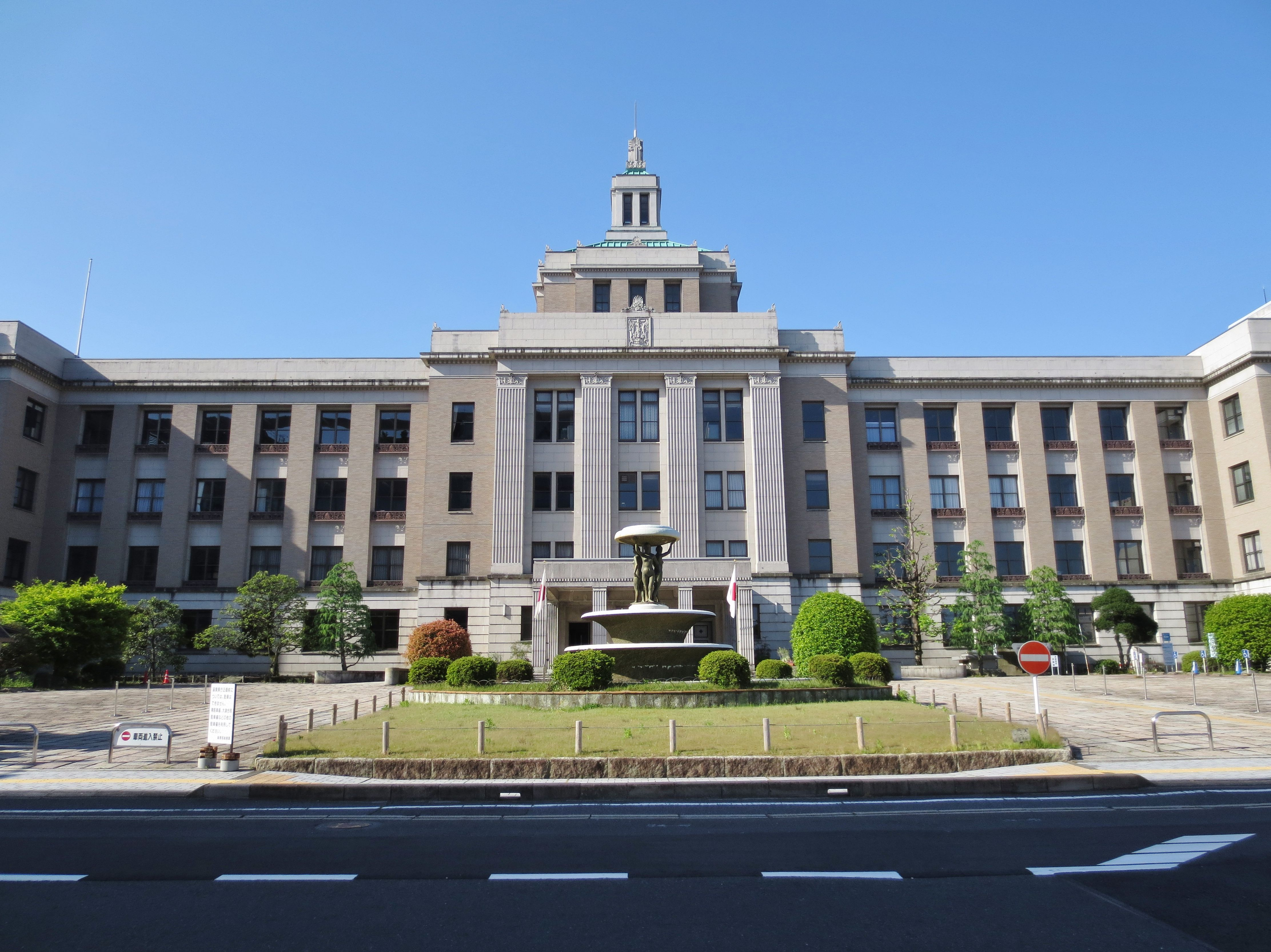
Edifici del govern de Shiga

L'actual governador de la prefectura és en Taizō Mikazuki, antic membre de la Cambra de Representants del Japó per la circumscripció de Shiga i membre del Partit Democràtic del Japó, qui va ser elegit l'any 2014 succeint a l'anterior governadora Yukiko Kada.
L'Assemblea Prefectural de Shiga està formada per 44 membres elegits per 16 districtes electorals. La composició de l'assemblea actualment és aquesta:
| Partit | Partit                    | Partit | Membres |
| ------ | ------------------------- | ------ | ------- |
|        | Partit Liberal Democràtic | PLD    | 20 / 44 |
|        | Team Shiga                | TS-PDC | 14 / 44 |
|        | Partit Comunista del Japó | PCJ    | 4 / 44  |
|        | Club Sazanami             | CS     | 3 / 44  |
|        | Kōmeitō                   | KMT    | 2 / 44  |
|        | Independents              | Ind    | 1 / 44  |
|        | Escons vacants            |        | 0 / 44  |

A la Dieta Nacional, Shiga està representada per quatre escons elegits per elecció directa a la Cambra de Representants i altres dos (un d'ells elegit pel sistema ordinari) a la Cambra de Consellers del Japó. Per als blocs de les llistes proporcionals, Shiga està dins del bloc Kinki.

## Persones il·lustres
- Kazumichi Takagi